# Erzgebirgsbahn

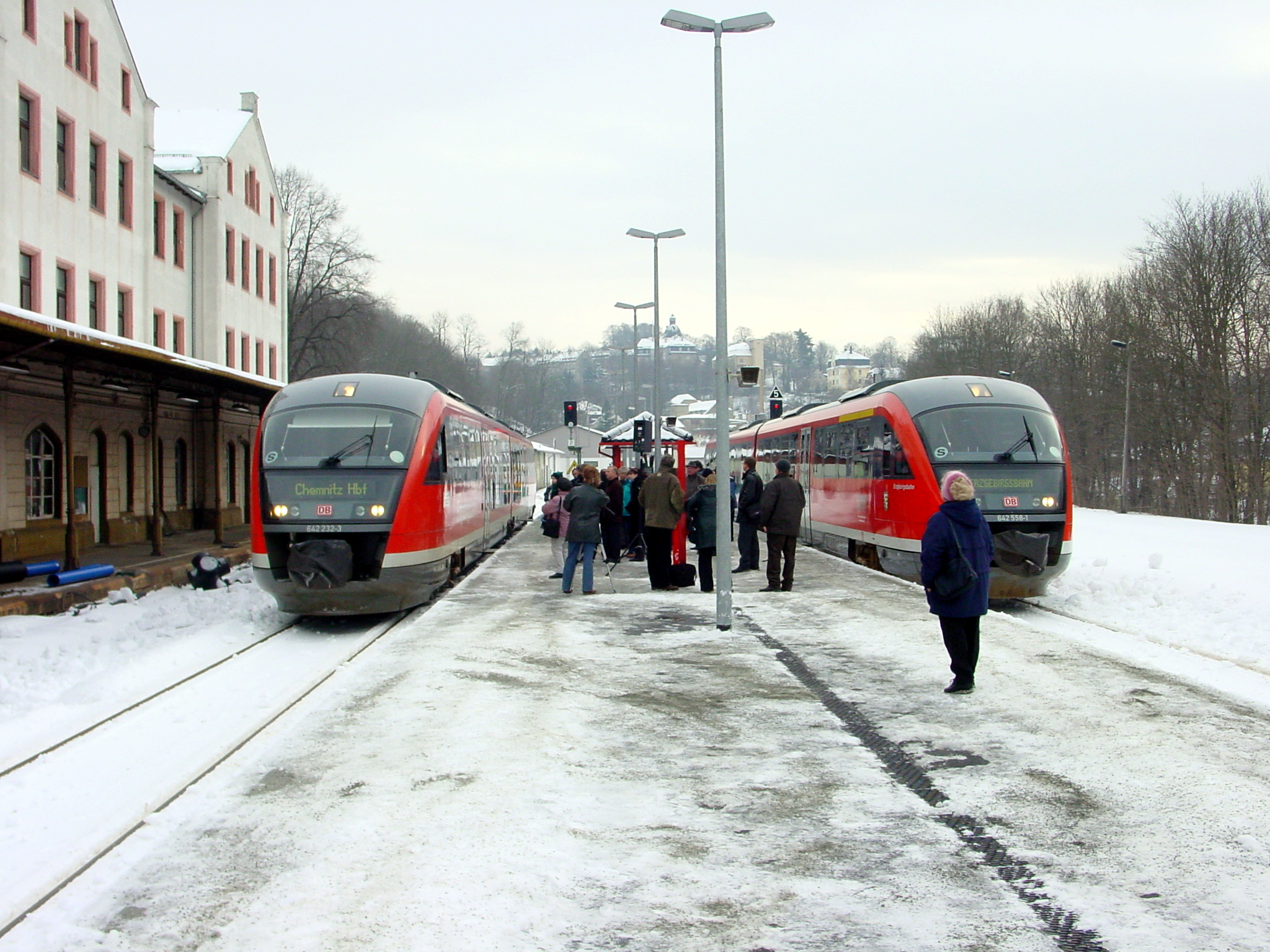
Desiro Classic der Erzgebirgsbahn in Annaberg-Buchholz unt Bf (2006)

Die Erzgebirgsbahn ist seit dem 1. Januar 2002 eines von bisher sechs zur Deutschen Bahn gehörenden RegioNetzen, die der DB RegioNetz Verkehrs GmbH und der DB RegioNetz Infrastruktur GmbH unterstehen. Das 217 Kilometer lange Streckennetz verbindet Bahnhöfe der Landkreise Mittelsachsen, Zwickau und Erzgebirge mit der Stadt Chemnitz.

## Profil
Sitz der Gesellschaft ist Chemnitz. Insgesamt beschäftigte das Unternehmen Anfang 2009 rund 260 Mitarbeiter. Der Vertrag zur Ausgliederung des Unternehmens aus der Deutschen Bahn wurde am 26. April 2001 unterschrieben. Es ist nach der Kurhessenbahn das zweite Regionalnetz der DB.
Täglich verkehrten rund 150 Züge im Netz der Erzgebirgsbahn. Zwischen 2002 und Anfang 2008 nahm die Zahl der täglichen Fahrgäste von rund 1200 auf etwa 4600 zu. Nach eigenen Angaben von Anfang 2008 führte das Unternehmen die Kundenzufriedenheitsstatistik der Eisenbahnverkehrsunternehmen der Deutschen Bahn seit Juli 2002 an. 2017 lag die Zahl der Fahrgäste bei 5200 pro Tag, 252 Mitarbeiter arbeiteten für das Unternehmen.

## Eisenbahnverkehrsunternehmen

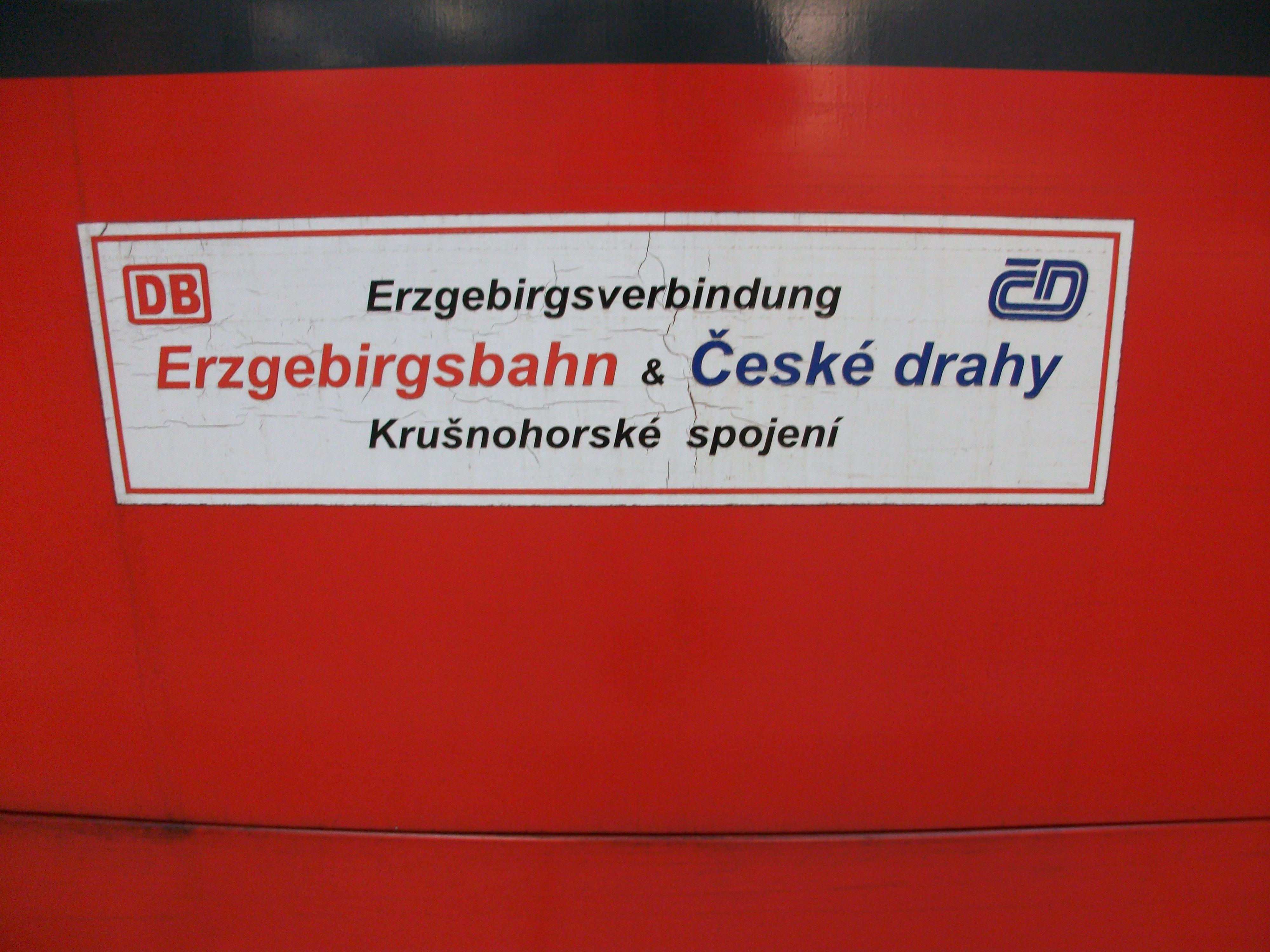
Tafel Erzgebirgsverbindung an einem Desiro Classic der Erzgebirgsbahn

### Liniennetz
Die DB RegioNetz Verkehrs GmbH, das Eisenbahnverkehrsunternehmen der Erzgebirgsbahn, betreibt den Schienenpersonennahverkehr (SPNV) auf den von Chemnitz Hauptbahnhof ausgehenden Eisenbahnstrecken nach Cranzahl und Olbernhau-Grünthal sowie von Zwickau Hauptbahnhof nach Johanngeorgenstadt. Die Bedienung erfolgt mit Dieseltriebfahrzeugen der Baureihe 642 werktags im Stunden- und am Wochenende im Zweistundentakt.
Bis 14. September 2018 betrieb die Erzgebirgsbahn zudem den SPNV auf der Strecke von Chemnitz nach Aue. Seit der Einbindung ins Chemnitzer Modell Januar 2022 wird diese Strecke von der City-Bahn Chemnitz bedient.
Vom 21. April bis zum 11. Juni 2011 fuhr die Erzgebirgsbahn mit Sonderzügen immer montags, freitags, samstags sowie sonntags jeweils morgens ab Zwickau Hauptbahnhof über Chemnitz Hauptbahnhof nach Berlin-Lichtenberg und abends zurück. Außerdem betrieb sie am Wochenende und an bestimmten Feiertagen zwei Verbindungen Zwickau–Karlsbad (Karlovy Vary – CZ).
Vom Fahrplanwechsel am 15. Dezember 2013 bis zum Juni 2021 bediente die Erzgebirgsbahn zusätzlich die Verbindung Glauchau–Gößnitz im Zweistundentakt.
Im Jahr 2017 umfasste das Liniennetz eine Länge von 233 Kilometer, pro Jahr wurden 2,4 Millionen Zug-Kilometer erbracht.
Der Vertrag mit dem Verkehrsverbund Mittelsachsen zur Erbringung der SPNV-Leistungen im „Dieselnetz Erzgebirge“ wurde zuletzt im Juni 2021 bei gleichbleibendem Leistungsvolumen bis zum Fahrplanwechsel im Juni 2024 verlängert.
Nach Informationen von Ende September 2022 sollte die Erzgebirgsbahn Ende Juli 2024 ihren Fahrbetrieb einstellen. Eine vom Verkehrsverbund Mittelsachsen vorgesehene Direktvergabe der Weiterführung des Fahrtbetriebes der Erzgebirgsbahn auf den Linien RB 80, 81 und 95 war gescheitert, die Erzgebirgsbahn habe kein Angebot für eine Beauftragung über den 31. Juli 2024 hinaus abgegeben. Die Strecken von Chemnitz nach Cranzahl bzw. Olbernhau-Grünthal sollten ab dem 1. August 2024 von der City-Bahn Chemnitz betrieben werden. Für die Linie RB 95 (Zwickau–Johanngeorgenstadt) war eine Übernahme durch Die Länderbahn angedacht.
Am 23. Juni 2023 gab der Verkehrsverbund Mittelsachsen (VMS) bekannt, dass die Erzgebirgsbahn nun doch ab Juli 2024 die Linien weiter betreiben wird. Der VMS vollzog auf Grundlage eines neuen Angebots eine Direktvergabe an die Erzgebirgsbahn. Somit führt auch über das Jahr 2024 hinaus die Erzgebirgsbahn auf den Linien RB 80, 81 und 95 den Fahrtbetrieb durch.

### Fahrzeuge
Die Erzgebirgsbahn besaß 2003 16 Triebzüge der Baureihe 642 vom Typ Desiro Classic, eine Diesellok der Baureihe 202 sowie zwei Schneepflüge Bauart Meiningen, um die Strecken im Winter vom Schnee zu beräumen. Die Diesellok 202 646 wurde im Dezember 2021 an IntEgro Verkehr verkauft, die die Lok dann innerhalb eines Monats an Triangula weiter veräußerte.
Zu ihrer Gründung besaß sie noch neun Triebzüge der Baureihe 628, die jedoch bis 2003 durch die neu gelieferten Desiros abgelöst wurden.
2011/12 wurde ein Triebzug der Baureihe 642 der Westfrankenbahn als Prototyp mit einem Hybridantrieb ausgestattet. Aufbauend auf den dort gewonnenen Erkenntnissen war im Rahmen des Projekts EcoTrain der Umbau eines weiteren Fahrzeugs für die Erzgebirgsbahn geplant, dieses sollte zur Vorserienreife führen. Perspektivisch war vorgesehen, ab 2014 alle 16 Fahrzeuge der Erzgebirgsbahn entsprechend umzurüsten. Die „konkrete Umbauphase“ eines Pilotfahrzeuges begann Mitte 2016, im Juli 2020 fanden Test- und Demonstrationsfahrten auf der Bahnstrecke Annaberg-Buchholz–Schwarzenberg statt. Dennoch wurde das Vorhaben im Juli 2020 abgebrochen und seitens der Deutschen Bahn AG nicht fortgeführt.

## Eisenbahninfrastrukturunternehmen

### Streckennetz
Die DB RegioNetz Infrastruktur GmbH als Eisenbahninfrastrukturunternehmen (EIU) der Erzgebirgsbahn betreibt ein 252 Kilometer langes Streckennetz sowie weit überwiegend die zugehörigen Personenverkehrsanlagen. 217 Kilometer des Streckennetzes werden durch bestellten Schienenpersonennahverkehr bedient. Im Einzelnen handelt es sich um folgende Strecken:
Flöha–Bärenstein Grenze

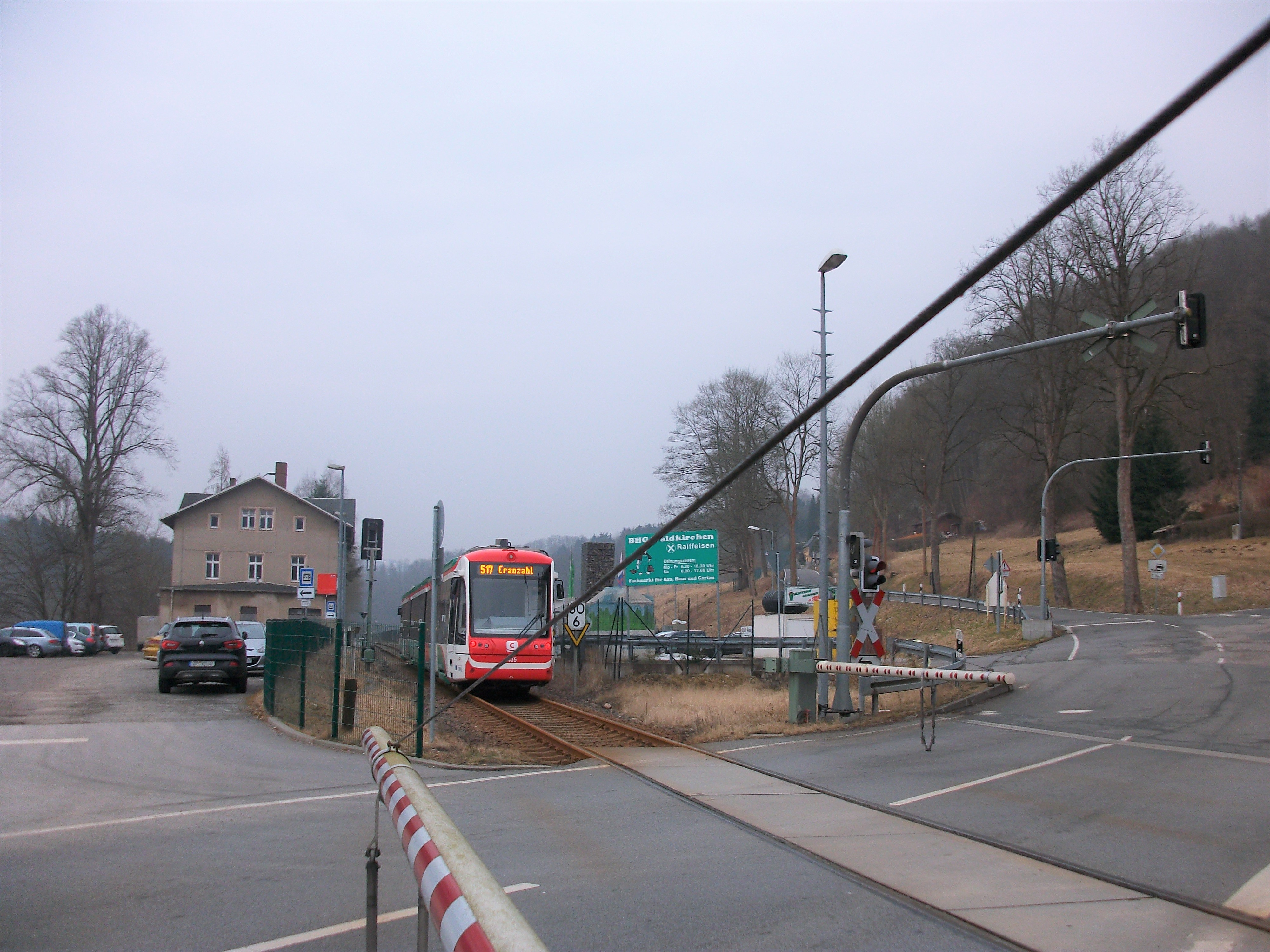
Haltepunkt Waldkirchen (Erzgeb), Vossloh Citylink auf der Strecke nach Annaberg-Buchholz (März 2018)

Die rund 62 Kilometer lange Strecke bis zur deutsch-tschechischen Grenze bei Bärenstein zweigt im Bahnhof Flöha bahnlinks von der Strecke Dresden–Werdau ab und führt mit zahlreichen Kunstbauten durch das enge Tal der Zschopau, später im Tal der Sehma bis zum Erzgebirgskamm. Wichtige Bahnhöfe entlang der Strecke sind Zschopau, Annaberg-Buchholz unt Bf, Annaberg-Buchholz Süd und Cranzahl. In Cranzahl zweigt die zur Sächsischen Dampfeisenbahngesellschaft gehörige Fichtelbergbahn nach Oberwiesenthal ab.
Flöha–Marienberg und Pockau-Lengefeld–Neuhausen

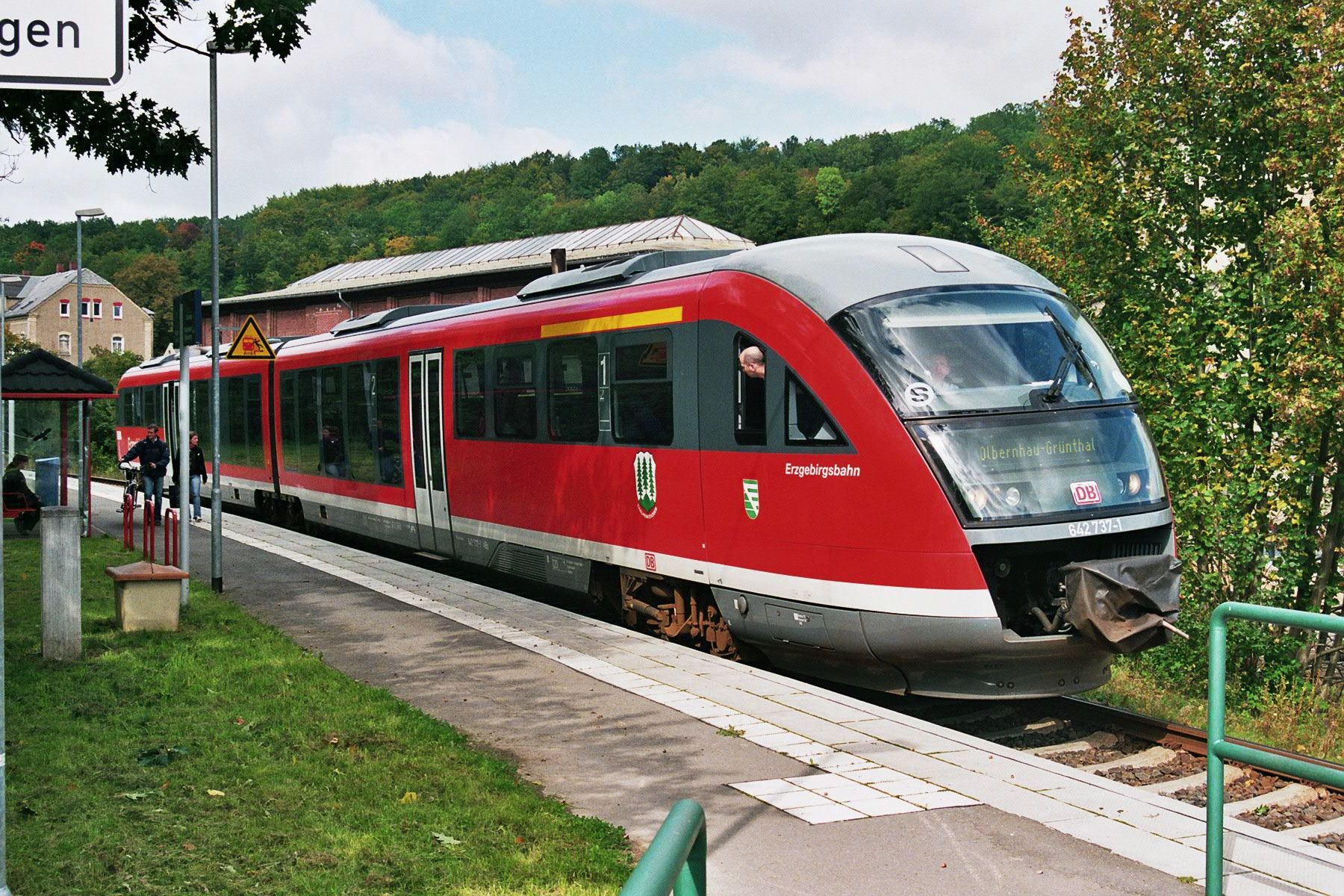
Triebwagen der Erzgebirgsbahn im Haltepunkt Falkenau (September 2007)

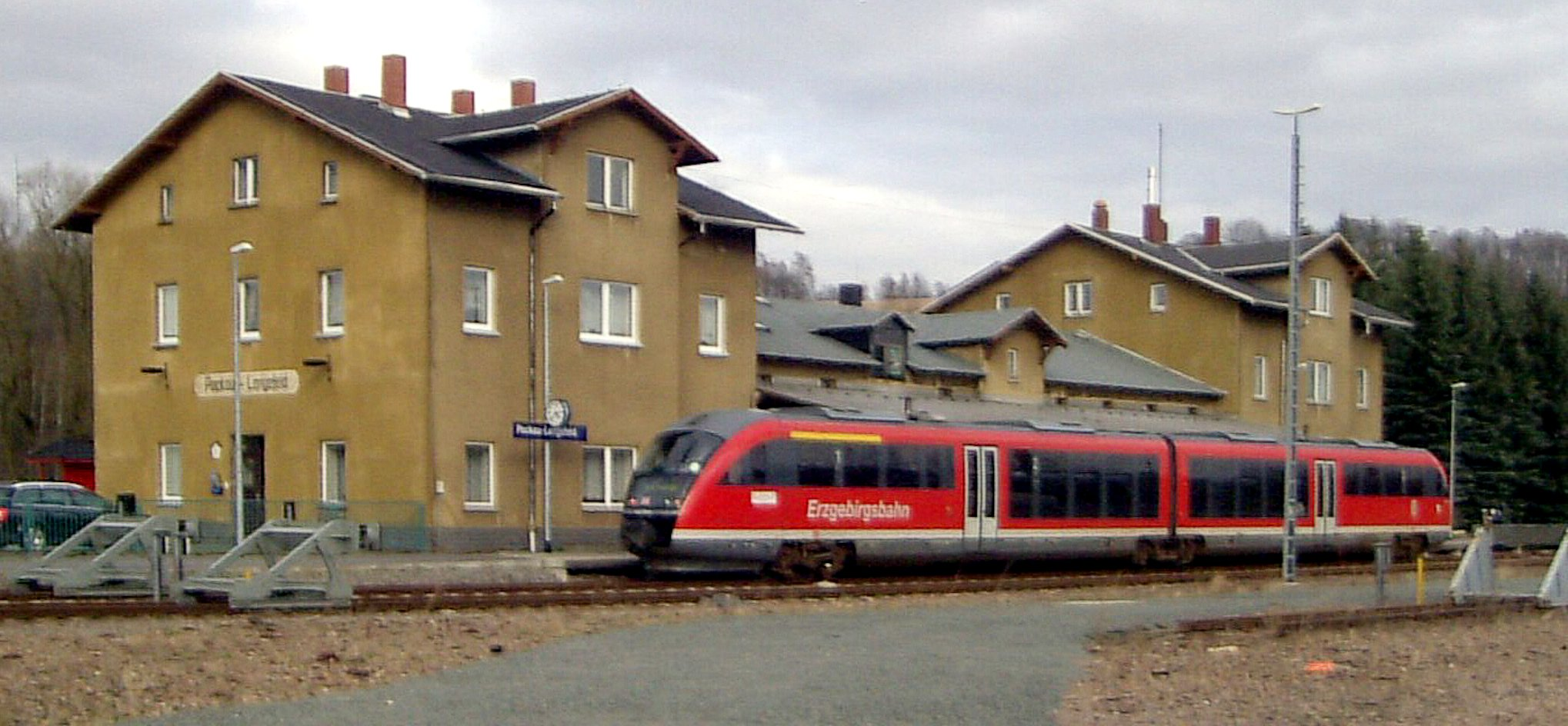
Triebwagen der Erzgebirgsbahn auf der „Marienberger Seite“ im Bahnhof Pockau-Lengefeld (März 2008)

Ebenso wie die Strecke nach Annaberg-Buchholz zweigt die rund 39 Kilometer lange Strecke Richtung Marienberg im Bahnhof Flöha von der Strecke Dresden–Werdau ab, jedoch auf deren bahnrechter (nördlicher) Seite. Sie verläuft im Tal der Flöha nach Pockau-Lengefeld und weiter im Tal des Schlettenbachs nach Marienberg. Die Strecke führte bis zum Zweiten Weltkrieg weiter über Reitzenhain nach Komotau. Nach Beseitigung der Hochwasserschäden von 1999 wurde die Teilstrecke von Pockau-Lengefeld bis Marienberg am 26. August 2006 wieder mit einem Sonderzug eröffnet. Danach fand regelmäßiger Personenverkehr noch bis Dezember 2013 statt. Da somit nur noch sporadischer Militärverkehr auf dem Streckenabschnitt Marienberg–Pockau-Lengefeld stattfindet, hatte DB RegioNetz diesen im Februar 2014 zur Abgabe an andere EIU ausgeschrieben.
Im Bahnhof Pockau-Lengefeld zweigt die ebenfalls im Flöhatal verlaufende, rund 22 km lange Strecke nach Neuhausen ab. Der regelmäßige Schienenpersonennahverkehr auf dem Streckenabschnitt Olbernhau-Grünthal–Neuhausen wurde 2001 eingestellt. Im Februar 2014 schrieb DB RegioNetz daher auch diesen Streckenabschnitt zur Übernahme durch andere EIU aus. 2019 wurde dieser an die Haustein Eisenbahngesellschaft mbH (seit Juni 2020 OFTB Obere Flöhatalbahn GmbH) verpachtet.
Chemnitz–Aue

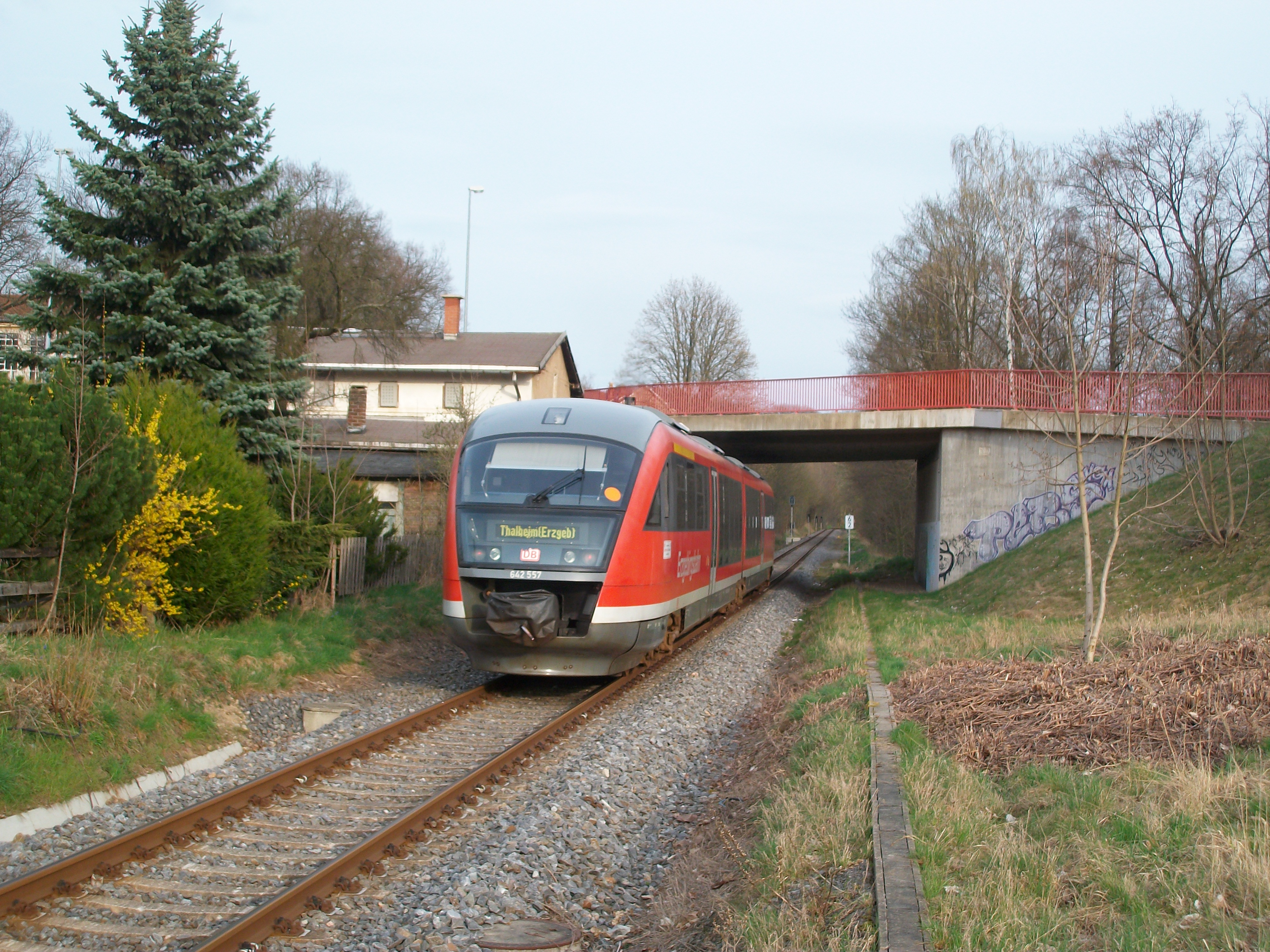
Triebwagen der Erzgebirgsbahn nahe dem Haltepunkt Chemnitz-Reichenhain (April 2016)

Die 51 Kilometer lange Strecke verbindet Chemnitz und Aue über Thalheim/Erzgeb. und Zwönitz, davon rund 30 Kilometer im Tal der Zwönitz.
Zwickau–Johanngeorgenstadt
Die Strecke verläuft über eine Entfernung von 55 Kilometern durch die Täler von Zwickauer Mulde und Schwarzwasser. Sie verbindet Zwickau über Aue und Schwarzenberg/Erzgeb. mit Johanngeorgenstadt.
Annaberg-Buchholz Süd–Schwarzenberg
Auf dieser 24 Kilometer langen Strecke wurde der regelmäßige Personenverkehr bereits vor der Übernahme durch die Erzgebirgsbahn eingestellt, so dass sie seitdem nur noch von Sonder- und Güterzügen benutzt wird. Sie ist vor allem durch das Markersbacher Viadukt bekannt. Da die Strecke mangels bestellten Schienenpersonennahverkehrs nicht wirtschaftlich zu betreiben ist, schrieb DB RegioNetz sie Anfang 2014 zur Abgabe an ein anderes EIU aus, zu einer Abgabe kam es jedoch nicht.

#### Verkehrsstationen
Im Jahr 2017 gehörten 76 eigene Stationen zum Netz der Erzgebirgsbahn. Nicht von der DB RegioNetz Infrastruktur (Erzgebirgsbahn) betrieben wurden die Personenverkehrsanlagen in den Bahnhöfen Cranzahl und Chemnitz Süd (Bahnsteig 3/4), obwohl die zugehörigen Strecken an die Erzgebirgsbahn verpachtet sind. Dies oblag der DB Station&Service, diese wurde zum 27. Dezember 2023 aufgelöst.

### Bau und Unterhaltung

#### Generalsanierung (2002 bis 2007)
Bis Ende 2007 wurde das 217 Kilometer lange Gleisnetz umfassend saniert und im Dezember 2007 dem Verkehr übergeben. Aufgrund des schlechten Streckenzustandes waren zuvor 80 Prozent der Teilstrecken gesperrt oder konnten nur mit geringer Geschwindigkeit befahren werden. Nach Angaben der Gesellschaft verfügte das Unternehmen vor der Sanierung über die bundesweit unwirtschaftlichste Schienennetz-Infrastruktur. Das Land, der Verkehrsverbund Mittelsachsen und die DB einigten sich auf eine Sanierung im Umfang von 181 Millionen Euro. In fünfjähriger Bauzeit wurden 168 Kilometer Gleise erneuert, 41 Bahnhöfe barrierefrei gestaltet sowie neun Haltepunkte zusätzlich errichtet oder näher an Ortsmitten verlegt.

#### Elektrifizierung
Am 3. Juni 2024 gab die Erzgebirgsbahn bekannt, die Streckenabschnitte Chemnitz Hbf–Aue (Sachs), Aue (Sachs)–Schwarzenberg (Erzgeb), Schwarzenberg (Erzgeb)–Annaberg-Buchholz Süd und Annaberg-Buchholz Süd–Cranzahl bis 2034 elektrifizieren zu wollen. Die Elektrifizierung des Abschnitts Annaberg-Buchholz Süd-Cranzahl sei erforderlich, um auf der Bahnstrecke Annaberg-Buchholz unt Bf–Flöha Akkumulatortriebwagen einsetzen zu können. Im Rahmen dieses Projekts sollen auch der sogenannte Railport Chemnitz sowie das geplante neue Containerterminal Chemnitz einen elektrifizierten Anschluss erhalten.

## Medien
- SWR: Eisenbahn-Romantik – 100 Jahre Erzgebirgsbahn (Folge 267) (Online)